# Idioma mozabita
El idioma mozabita  (tumzabt)  es una lengua bereber septentrional hablada por los mozabitas, un grupo de bereberes ibadíes que habita las siete ciudades de la región natural del Valle de M'Zab, en el norte del Desierto del Sahara, en Argelia.
También es hablado por un pequeño número de inmigrantes mozabitas en otras ciudades y en otros lugares. El idioma mozabita es una de las lenguas mzab-wargla, un grupo de lenguas zenati que está estrechamente vinculado con los dialectos bereberes vecinos de Uargla y Oued Righ, así como con el dialecto más distante de El Guerrara.